# Watertoren (Lichtmis)
Watertoren De Lichtmis is een voormalige watertoren in Overijssel en is gelegen aan de Lichtmisweg in De Lichtmis. Ontwerper was architect Hendrik Sangster. De watertoren is gebouwd in 1932 en had een waterreservoir van 400 m³.
Eind jaren tachtig verviel de oorspronkelijke functie van de toren. Sinds de gemeentelijke herindeling in 2001 staat het in het meest noordelijke deel van de gemeente Zwolle, daarvoor bevond het zich in de opgeheven gemeente Nieuwleusen. De watertoren is vanuit verre omstreken, zoals Zwolle, Nieuwleusen, Hasselt en Staphorst al te zien en domineert het boerenlandschap van de Lichtmis. Het gebouw is gelegen aan de A28 tussen Meppel en Zwolle ter hoogte van de kruising met de provinciale weg N377, van Hasselt naar Coevorden.
Vanaf 1990 werd de toren in opdracht van ondernemer Hennie van der Most verbouwd tot het restaurant en hotel De Koperen Hoogte, dat er vanaf 2001 in zat, na korte onderbreking in 2015 met een andere exploitant, tot 2022. Sinds 2023 is hier het Hotel & Restaurant Infinity gevestigd.
Almelo
(Oude ·
Spinnerij ·
Sluiskade ·
Reggestraat) ·
Borne ·
Daarle ·
Delden ·
Deventer ·
Enschede
(Hoog & Droog ·
Janninktoren ·
Menkotoren) · 
Goor ·
Hengelo
(Oude ·
Stork, 1902 ·
Stork, 1917) ·
Kuinre ·
De Lichtmis · 
Lutten ·
Nijverdal
(Oude ·
Nieuwe) ·
Oldenzaal ·
Olst ·
Ootmarsum ·
Raalte · 
Sint Jansklooster ·
Steenwijk ·
Steenwijkerwold ·
Vriezenveen · 
Zwolle